# 堀部武庸

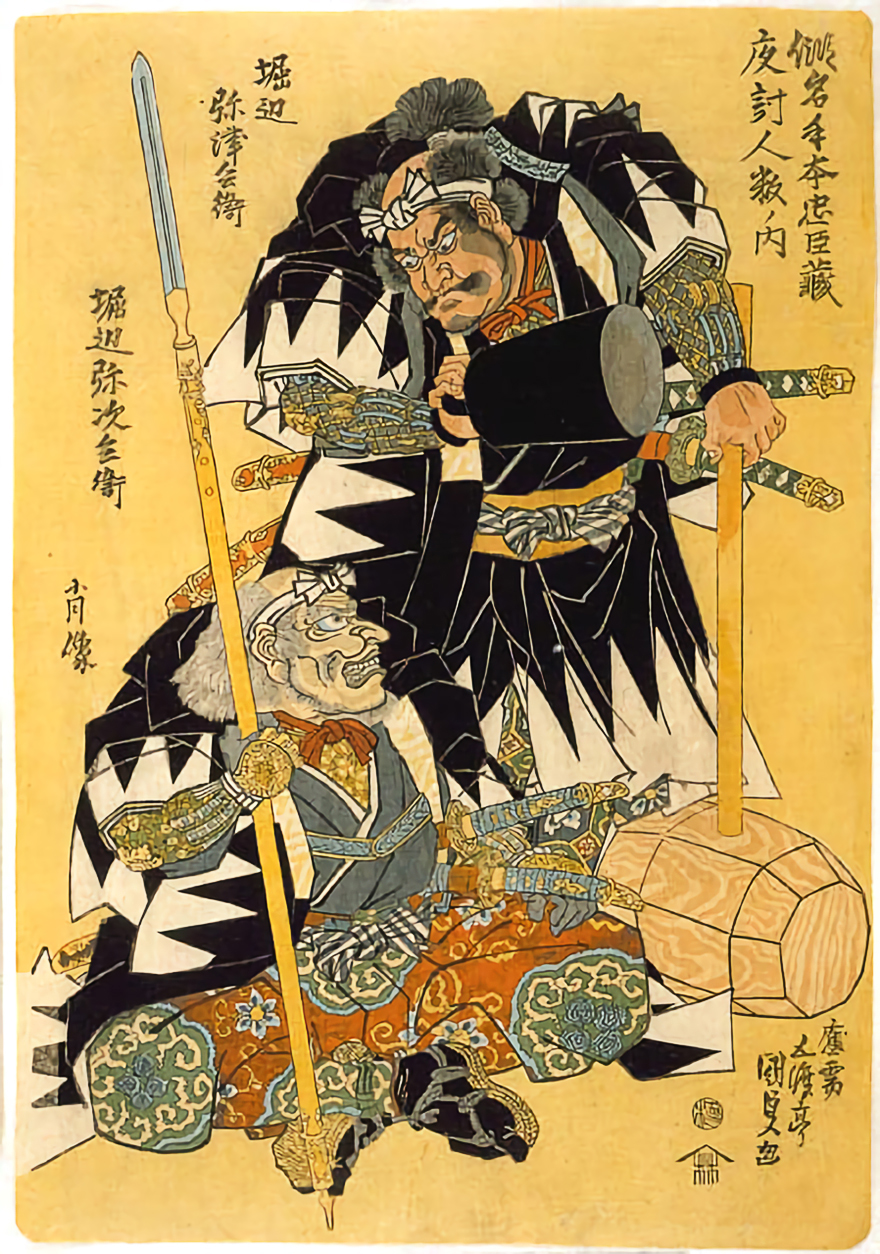
忠臣蔵：堀部弥兵衛と堀部安兵衛 歌川国貞作

堀部 武庸（ほりべ たけつね、寛文10年〈1670年〉- 元禄16年2月4日〈1703年3月20日〉）は、江戸時代前期の武士。赤穂浪士四十七士の一人。四十七士随一の剣客であり、高田馬場の決闘で名を馳せた。吉良邸討ち入りでは江戸急進派と呼ばれる勢力のリーダー格となった。通称の安兵衛（やすべえ/やすびょうえ）で知られる。

## 生涯

### 浪人
寛文10年（1670年）、越後国新発田藩（現在の新潟県新発田市）溝口家家臣の中山弥次右衛門（200石）の長男として新発田城下外ヶ輪中山邸にて誕生した。母は同藩士・溝口盛政の六女（盛政の父・溝口政友は丹羽氏の出自。賜姓によるもので、新発田藩主溝口氏との血縁関係はない）。姉が3人おり、長女・ちよは夭折、次女・きんは蒲原郡牛崎村の豪農の長井弥五左衛門に嫁ぎ、三女は溝口家家臣・町田新五左衛門に嫁いだ。
母は、武庸を出産した直後の同年5月に死去したため、しばらくは母方の祖母のところへ送られて、祖母を母代わりにして3歳まで育てられたが、祖母が死去すると再び父のところへ戻り、以降は男手ひとつで育てられる。しかし、武庸が13歳のときの天和3年（1683年）、父は溝口家を追われて浪人となる（浪人については諸説あるが、櫓失火の責を負って藩を追われたという『世臣譜』にある説が有力とされる）。
浪人後、ほどなくして父が死去。孤児となった武庸は、はじめ母方の祖父・盛政に引き取られたが、盛政もその後2年ほどで死去したため、姉・きんの嫁ぎ先である長井家に引き取られた。元禄元年（1688年）、19歳になった武庸は、長井家の親戚・佐藤新五右衛門を頼って江戸へ出て、小石川牛天神下にある堀内正春の道場に入門した。天性の剣術の才で頭角をあらわし、すぐさま免許皆伝となって堀内道場の四天王(他の3人は奥田孫太夫、菱沼式兵衛、塩入主膳)と呼ばれるようになり、大名屋敷の出張稽古の依頼も沢山くるようになった。そのため収入も安定するようになり、元禄3年（1690年）には、牛込天龍寺竹町（現・新宿区納戸町）に一戸建ての自宅を持った。

### 高田馬場の仇討ち

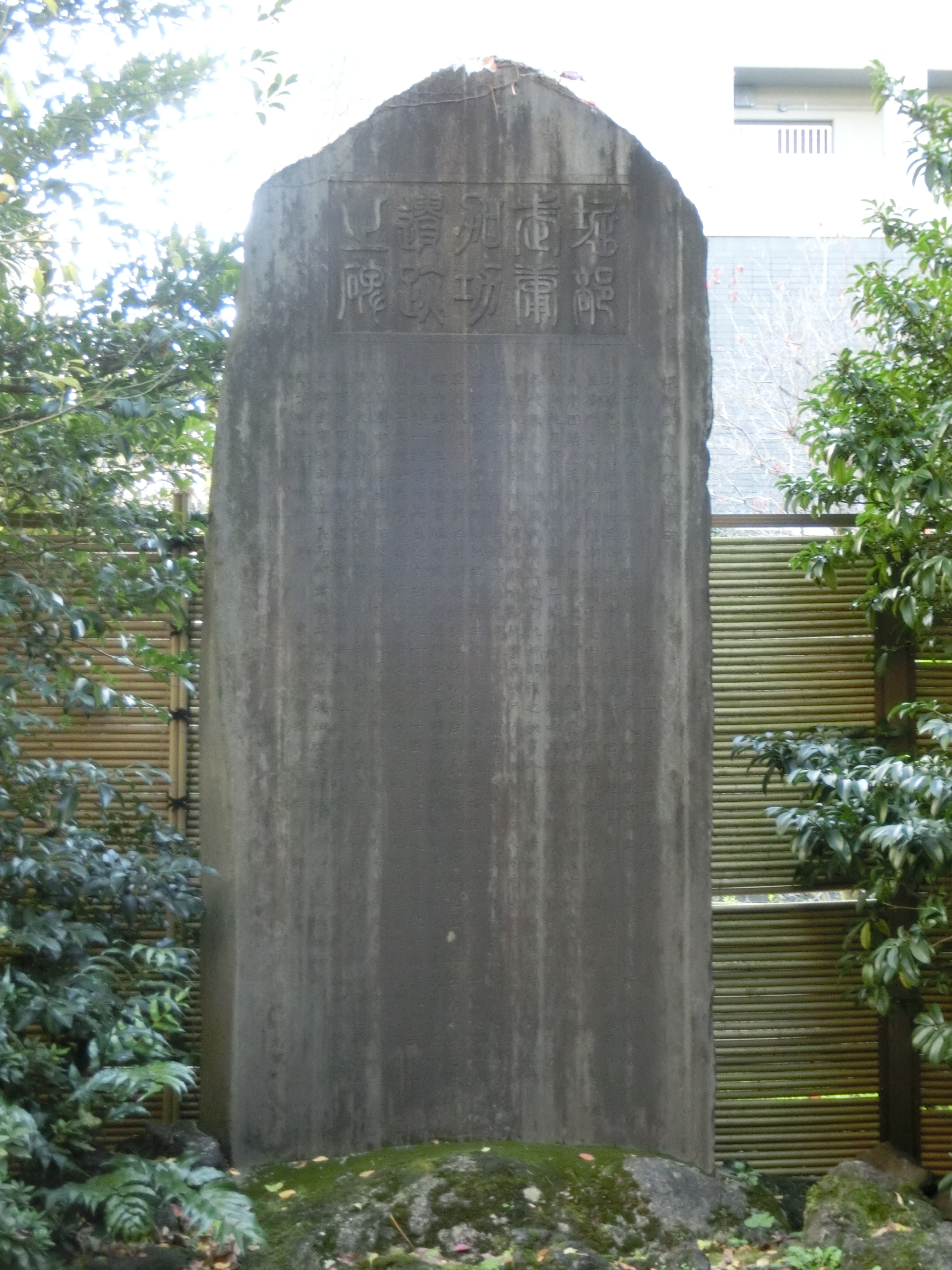
堀部武庸加功績跡碑（水稲荷神社）

そのようななか、元禄7年2月11日（1694年3月6日） 、同門の菅野六郎左衛門（伊予国西条藩松平家家臣。武庸と親しく、甥叔父の義理を結んでいた）が、高田馬場で果し合いをすることになり、武庸は助太刀を買って出て、相手方3人を斬り倒した（高田馬場の決闘）。
この決闘での武庸の活躍が「18人斬り」として江戸で評判になり、これを知った赤穂浅野家家臣・堀部金丸が武庸との養子縁組を望んだ。初め武庸は、中山家を潰すわけにはいかないと断っていたが、金丸の思い入れは強く、ついには主君の浅野長矩に「堀部の家名は無くなるが、それでも中山安兵衛を婿養子に迎えたい」旨を言上した。長矩も噂の剣客・中山安兵衛に少なからず興味があったようで、閏5月26日（1694年7月18日） 、中山姓のままで養子縁組してもよいという異例の許可を出した。

### 赤穂藩へ仕官から堀部改姓
これを聞いてさすがの武庸もついに折れ、中山姓のままという条件で堀部家の婿養子に入ることを決める。7月7日（8月27日）、金丸の娘・きちと結婚して、金丸の婿養子、また浅野家家臣に列した。元禄10年（1697年）に金丸が隠居し、武庸が家督相続。このとき、武庸は先の約束に基づいて中山姓のままでもいいはずであったが、堀部姓に変えている。譜代の臣下である堀部家の養子である武庸は家中では新参（外様の家臣）に分類されており、異例の養子入りであるから武庸は金丸の堀部家とは事実上別家扱いだったものと考えられる。
赤穂藩での武庸は、200石の禄を受け、御使番、馬廻役となった。元禄11年（1698年）末には尾張藩主・徳川光友正室・千代姫（江戸幕府3代将軍・徳川家光長女）が死去し、諸藩大名が弔問の使者を尾張藩へ送ったが、長矩からの弔問の使者には武庸が選ばれ、尾張名古屋城へ赴いた。

### 御家断絶と赤穂藩邸の暴徒退治
ところが、元禄14年3月14日（1701年4月21日）、主君・長矩が江戸城松之大廊下で高家・吉良義央に刃傷に及び、長矩は即日切腹、赤穂浅野家は改易と決まった。それを聞いた江戸の町人や浪人の中で、其々の赤穂藩邸に忍び込んで空巣をやる者や、堂々と押し入って暴れる者が続出した。人数は四、五十人にも及び、その中には、鉄砲洲の対岸から舟で乗り付け上屋敷に傾れ込む者まで出現した。大垣藩や浅野本家の広島藩から警護のものが派遣されている。武庸も暴徒の撃退に加わり、金品強奪や破壊から藩邸を守った（『堀部武庸日記』。書簡にも同様の内容がある）。

### 討ち入りまで
武庸は江戸詰の藩士・奥田重盛（武具奉行・馬廻150石）、高田郡兵衛（馬廻200石）とともに赤穂へ赴き、国許の筆頭家老・大石良雄と面会。篭城さもなくば義央への仇討を主張したが、良雄からは浅野長広による浅野家再興を優先することを諭されて、赤穂城明け渡しを見届けた後、武庸らは江戸に戻ることとなった。
武庸はそれ以降も強硬に義央への敵討を主張。江戸急進派のリーダー格となり、京都山科に隠棲した良雄に対して江戸下向するよう書状を送り続けた。8月19日（9月21日）付けの書状では「亡君が命をかけた相手を見逃しては武士道は立たない。たとえ大学様に100万石が下されても兄君があのようなことになっていては（浅野大学も）人前に出られないだろう」とまで主張。良雄は、武庸ら江戸急進派を鎮撫すべく、9月下旬に原元辰（300石足軽頭）、潮田高教（200石絵図奉行）、中村正辰（100石祐筆）らを江戸へ派遣、続いて進藤俊式（400石足軽頭）と大高忠雄（20石5人扶持腰物方）も江戸に派遣した。しかし彼らは全員武庸に論破されて急進派に加わったため、良雄自らが江戸へ下り、武庸たちを説得しなければならなくなった。元禄14年11月10日（1701年12月9日）、良雄と武庸は、江戸三田（東京都港区三田）の前川忠大夫宅で会談に及んだ。良雄は、一周忌となる元禄15年3月14日（1702年4月10日）の決行を武庸に約束して京都へと戻っていった。
しかし帰京した良雄は主君・長矩の一周忌が過ぎても決起はおろか江戸下向さえしようとしなかった。再び良雄と面会するために武庸は、元禄15年6月29日（1702年7月23日）に京都に入った。事と次第によっては良雄を切り捨てるつもりだったともいわれており、実際、武庸は大坂にもよって元辰を旗頭に仇討ちを決行しようと図っている。そのようななか、7月18日（8月11日）、長広の浅野宗家への永預けが決まり浅野家再興が絶望的となると、良雄も覚悟を決めた。京都円山に武庸も招いて会議を開き、明確に仇討ちを決定した。武庸はこの決定を江戸の同志たちに伝えるべく、京都を出て、8月10日（9月1日）に江戸へ帰着し、12日（3日）には隅田川の舟上に同志たちを集めて会議し、京での決定を伝えた。

### 吉良邸討ち入り
そして元禄15年12月14日（1703年1月30日）、良雄・武庸ら赤穂浪士四十七士は本所松阪の義央の屋敷へ討ち入った。武庸は裏門から突入し、大太刀を持って奮戦した。ただし、武庸は「家臣には遺恨なし」として吉良方を一人も斬殺していない。宝蔵院流槍術の鳥居正次に対しても、刀背打ちで頭を叩き卒倒させている（のち他の義士たちにより刺殺）。
1時間あまりの戦いの末に赤穂浪士は義央を討ち取り、泉岳寺に詣でたのちに幕府に投降しその処分を委ねた。

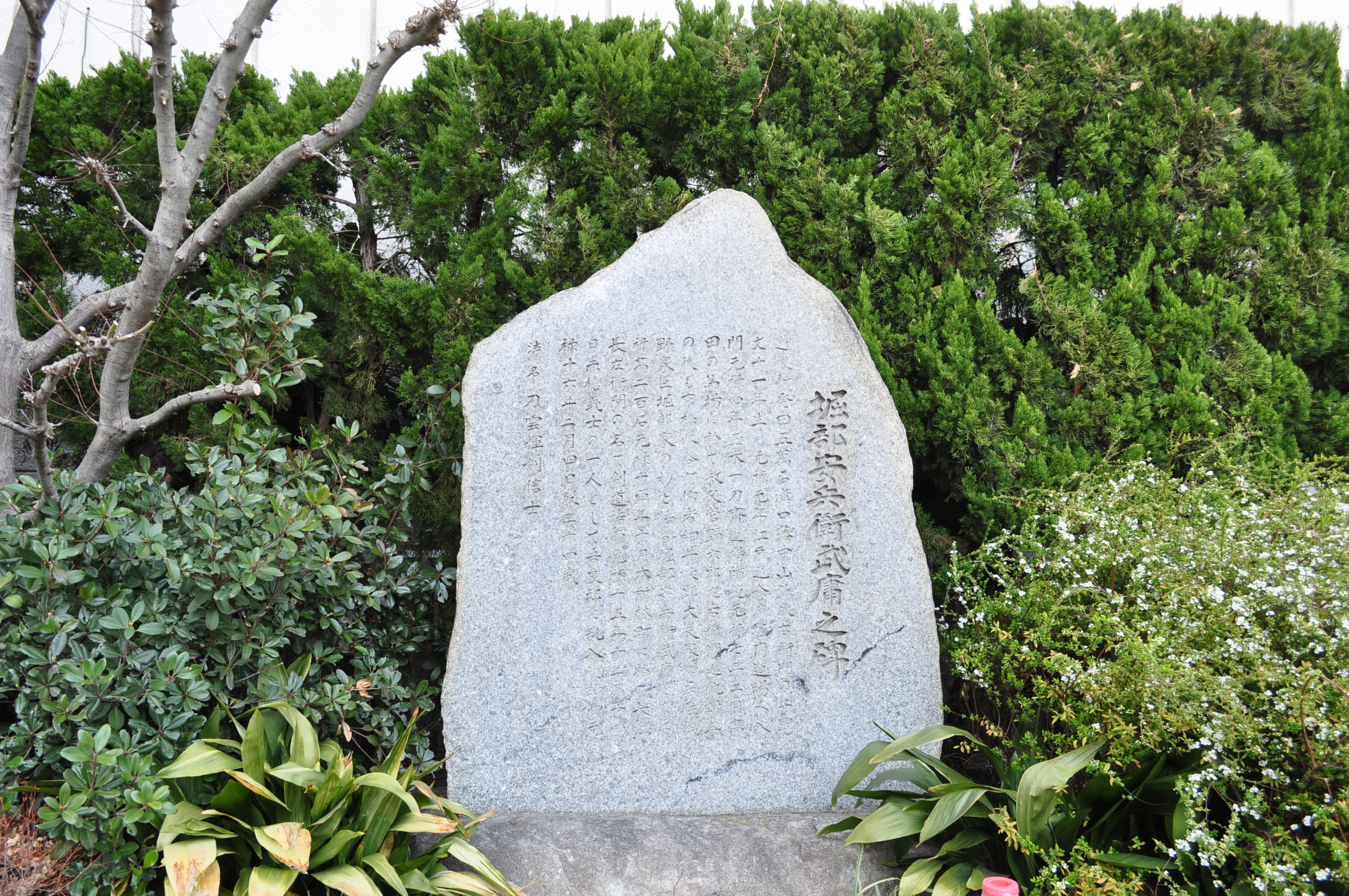
「堀部安兵衛武庸之碑」（東京都中央区八丁堀 2018年3月10日撮影）。堀部の居宅跡と称するが史実ではない。

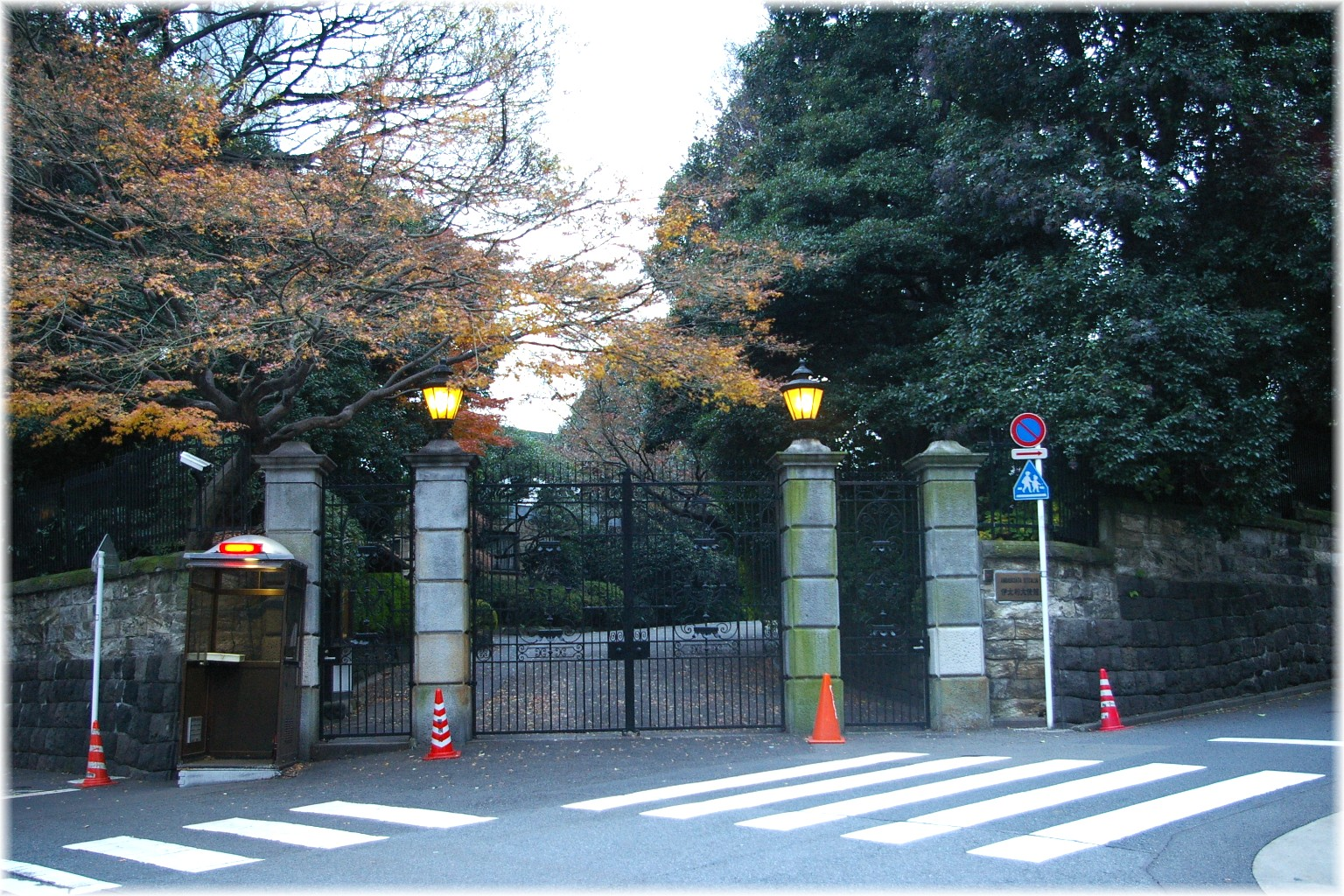
松平久松隠岐守定直三田中屋敷跡（東京都港区三田二丁目）

討ち入り後、赤穂浪士たちは4つの大名家の屋敷にお預けとなり、武庸は良雄の嫡男・大石良金らとともに、伊予松山藩主・松平定直の江戸屋敷（大石主税良金ら十士切腹の地 ）へ預けられた。
元禄16年2月4日（1703年3月20日）、幕府より赤穂浪士へ切腹が命じられ、屋敷にて松平家家臣・荒川十大夫の介錯により切腹した。享年34。主君・長矩と同じ江戸高輪の泉岳寺に葬られた。法名は刃雲輝剣信士。

## 堀部氏
- 堀部氏は近江国（滋賀県）に栄えた近江源氏である。近江源氏嫡流の佐々木家から、鎌倉時代初期に馬淵家が分かれた。馬淵家は近江守護代を務めるなどした佐々木家一門中の有力豪族であったが、この馬淵家から堀部家はさらに分かれた（潜伏中に武庸も馬淵姓を名乗ったともいう）。
- 堀部家の名跡は親族の堀部言真（文五郎）が継ぎ、堀部家は熊本藩に仕えた。実子の早逝により元々、熊本藩士だった堀部家（熊本堀部氏のうち甚之允家）から堀部言芳を養子にしたため、武庸の堀部文五郎家は忠見氏（金丸の後妻）・中山氏（武庸の実家）との血縁はなくなっている[6][7]。

### 偽者の妻
- 討ち入りから70年後の安永3年（1774年）、武庸の妻を名乗る妙海尼（堀部ほり）という老女が泉岳寺に庵を結んで、赤穂浪士の昔語りを始めて、江戸で評判になった。しかし、武庸の妻・きちは享保5年（1720年）に45歳で死去しており、この老女は偽物である。その墓碑は泉岳寺の浪士たちの墓のかたわらに残っている。浅野長矩や大石らが介錯に失敗し、首を二度斬りされたことに因む「血染めの梅」「主税梅」が泉岳寺にあるが、これも彼女が手持ちの鉢植えを移植したものだとする説もある。また大石良雄の介錯失敗の逸話は講談『荒川十太夫』では、大石を堀部に変えて読まれる。史実で武庸の切腹は細川家でなく、久松松平家であり講談の話は事実ではない。

## 学識・著作
- 武庸は赤穂義士の中では教養に優れ、研究の重要資料である『堀部武庸日記』を残した人物でもある。武庸が討ち入りに関する重要書類をまとめて編集してあったもので、討ち入り直前に堀内道場同門の親友である儒学者・細井広沢に編纂を委ね、今日に伝えている（岩波書店『近世武家思想』に収録）。

## その他
- 高田馬場の決闘での剣豪としての活躍（四十七士の中で、討ち入り以前に実戦で人を斬った経験がある確実な資料が存在するのは、彼一人である）や、養父・金丸との微笑ましい関係があったりするせいか、四十七士のなかでも特に人気が高い。近年では武庸を主人公にした『忠臣蔵』のドラマなども制作されている。
- 養父・金丸とは血統上の関係は一切ないが、2人の仕草や物腰は大変よく似ていたという（『堀内伝右衛門覚書』より）。
- 生誕地である新潟県新発田市では、武庸を偲んで毎年12月14日に義士祭 (新潟県新発田市)が開催されている（ただし、溝口家は異議と不参加を表明）[8]。

## 関連施設
- 堀部武庸加功績跡碑 - 1910（明治43）年建造。高田馬場の仇討ちの事件現場。（画像参照）
- 長徳寺（新潟県新発田市） - 堀部武庸の生家・中山氏の菩提寺[9]。
- 堀部安兵衛伝承館（同） - 刀剣、著作、書簡、揮毫などを展示する資料館が2014年に「武庸会」により建造された。清酒「安兵衛」も販売[10]